# 2012年馬德里公開賽
2012年馬德里公開賽于2012年4月30日至5月8日在西班牙馬德里舉行，是一項男女合辦的比賽，在ATP稱馬德里大師1000賽，場地為室外藍土，男子爲第11屆賽事；女子為第4屆賽事，在ATP為大師1000系列賽；在WTA為WTA四項女子皇冠明珠賽之一，另外本屆是巡迴賽中首次使用藍土的比賽。
伊翁·提里亞克是羅馬尼亞籍前ATP球手，現在為身價數億的商人，他現在是這項賽事的股東之一。而他不顧眾多球員的反對，在這一年強力引入藍土球場，引起了很大的爭議。德約科維奇和納達爾宣稱如果主辦方不作出更改，明年將放棄參與本項賽事。

## 冠軍

### 男子單打
- 羅傑·費德勒 擊敗  托馬什·貝爾迪赫（3–6、7–5、7–5）
- 這是費德勒今年第4座冠軍與生涯第74座冠軍。

### 女子單打
- 小威廉絲 擊敗  維多利亞·阿扎倫卡（6–1、6–3）
- 這是小威廉絲第2座冠軍與生涯第41座冠軍。

### 男子雙打
- 馬利尤斯·費騰柏格 /  馬辛·麥考斯基 擊敗  羅伯特·林德斯泰特 /  霍里亞·特卡烏（6–3、6–4）

### 女子雙打
- 薩拉·埃拉尼 /  羅貝塔·文西 擊敗  Ekaterina Makarova /  葉連娜·韋斯寧娜（6–1、3–6、[10–4]）

## 外部連結
- 官方網站（页面存档备份，存于）